# Episodi di Peep and the Big Wide World (seconda stagione)
La seconda stagione della serie animata Peep and the Big Wide World, composta da 13 episodi (25 segmenti), è stata trasmessa negli Stati Uniti d'America da Discovery Kids dal 14 novembre 2005 al 27 settembre 2006.
In Italia la data della messa in onda della stagione è sconosciuta, anche se probabilmente non è mai stata doppiata.
| nº  | Titolo originale                                 | Titolo italiano | Prima TV USA      | Prima TV Italia |
| --- | ------------------------------------------------ | --------------- | ----------------- | --------------- |
| 1a  | Finders Keepers                                  |                 | 14 novembre 2005  |                 |
| 1b  | Quack Quiets the Universe                        |                 | 14 novembre 2005  |                 |
| 2a  | Peep's Moon Mission                              |                 | 15 novembre 2005  |                 |
| 2b  | The Many Moons of Quack the Duck                 |                 | 15 novembre 2005  |                 |
| 3a  | The Mystery of the Thing That Went and Came Back |                 | 16 novembre 2005  |                 |
| 3b  | Peep's Color Quest                               |                 | 16 novembre 2005  |                 |
| 4a  | Reflection Affection                             |                 | 17 novembre 2005  |                 |
| 4b  | Peep Deep in the Big Muddy                       |                 | 17 novembre 2005  |                 |
| 5a  | Chirp Sorts it Out (Sort Of)                     |                 | 19 settembre 2005 |                 |
| 5b  | Hear Here!                                       |                 | 19 settembre 2005 |                 |
| 6   | Dry Duck                                         |                 | 18 novembre 2005  |                 |
| 7a  | Snow Daze                                        |                 | 5 dicembre 2005   |                 |
| 7b  | Flower Shower                                    |                 | 5 dicembre 2005   |                 |
| 8a  | Who Stole the Big Wide World                     |                 | 20 settembre 2006 |                 |
| 8b  | M-U-D Spells Trouble'                            |                 | 20 settembre 2006 |                 |
| 9a  | Finding Time                                     |                 | 21 settembre 2006 |                 |
| 9b  | Smaller than a Peep                              |                 | 21 settembre 2006 |                 |
| 10a | Quack Quack                                      |                 | 18 settembre 2006 |                 |
| 10b | One Duck Too Many                                |                 | 18 settembre 2006 |                 |
| 11a | Count Them Out                                   |                 | 25 settembre 2006 |                 |
| 11b | Peep Prints                                      |                 | 25 settembre 2006 |                 |
| 12a | Stick With Me                                    |                 | 26 settembre 2006 |                 |
| 12b | Tree Feller                                      |                 | 26 settembre 2006 |                 |
| 13a | A Daring Duck                                    |                 | 27 settembre 2006 |                 |
| 13b | The Trouble With Bubbles                         |                 | 27 settembre 2006 |                 |